# Una (djur)
För andra betydelser, se Una.
Una är ett släkte av fjärilar. Una ingår i familjen juvelvingar.
Kladogram enligt Catalogue of Life:
| Una | \| \| Una unipunctata \| \| \| \| \| \| Una usta \| \| \| \| |
|     | \| \| Una unipunctata \| \| \| \| \| \| Una usta \| \| \| \| |
|     | Una unipunctata                                              |
|     |                                                              |
|     | Una usta                                                     |
|     |                                                              |